# Gouveia
Gouveia es una ciudad portuguesa perteneciente al distrito de Guarda, región estadística del Centro (NUTS II) y comunidad intermunicipal de Beiras y Sierra de la Estrella (NUTS III), con cerca de 3900 habitantes.

## Geografía
Es sede de un municipio con 302,49 km² de área y 12 223 habitantes (2021), subdividido en 16 freguesias. El municipio está limitado al norte por el municipio de Fornos de Algodres, al nordeste por Celorico da Beira, al este por la Guarda, al sureste por Manteigas, al sudoeste por Seia y al noroeste por Mangualde.
La ciudad de Gouveia se encuentra en las laderas occidentales de la Sierra de la Estrella a 700 metros de altitud. El panorama que desde allí se disfruta es uno de los más bellos del país.
La fundación de Gouveia se remonta a Turduli, aunque hay rastros de otros pueblos como los Romanos, los musulmanes y también pueblos germánicos.
Prueba de esto son los edificios antiguos e históricos que existen por toda la ciudad como la Iglesia Matriz (siglo XVII), situada cerca de la imponente Casa de la Torre con ventanas renacentistas una de ellas clasificada como monumento nacional, la Iglesia de la Misericórdia (siglo XVIII), la Fuente de San Lázaro (1779) o la Casa solariega de los Serpa Pimentel (siglo XVIII), la terraza del Monte Calvario, con capilla del siglo XVIII y su maravillosa vista panorámica.
Gouveia también destaca por su artesanía, es conocida por producir uno de los quesos más famosos del mundo, el Queso de la Sierra.
La gastronomía es rica y sabrosa: pan de centeno, morcilla, chorizos, farinheira, cabrito asado, judiones del pastor, bolas de carne, sopa de bacalao y caldo de castaña.
Entre sus postres típicos cabe destacar el arroz dulce hecho con leche de oveja, el dulce de castaña, las natillas, el dulce de calabaza com requesón y panes dulces.
Gouveia destaca por sus paisajes naturales, patrimonio arquitectónico, artístico y gastronómico.

## Freguesias
Las freguesias de Gouveia son las siguientes:
- Aldeias e Mangualde da Serra
- Arcozelo
- Cativelos
- Figueiró da Serra e Freixo da Serra
- Folgosinho
- Gouveia
- Melo e Nabais
- Moimenta da Serra e Vinhó
- Nespereira
- Paços da Serra
- Ribamondego
- Rio Torto e Lagarinhos
- São Paio
- Vila Cortês da Serra
- Vila Franca da Serra
- Vila Nova de Tazem

## Demografía
| Gráfica de evolución demográfica de Gouveia entre 1849 y 2021 |
|                                                               |
| Datos según el nomenclátor publicado por el INE portugués.    |